# 1654 год в России
Царствование: 1645—1676 — Алексея Михайловича

## События
- Экспедиция Семёна Дежнёва[1].
- 1648—1654 — Окончание освободительной войны украинского и белорусского народов[2].
  - 31 декабря 1653 (10 января 1654) — в Переяслав прибывает посольство В.В. Бутурлина для принятия присяги на верность Запорожского войска русскому царю и было торжественно встречено (посольство пробыло до 14 (24) января 1655 года)[3].
  - 5 (15) января — переяславский протопоп Григорий и прибывший с посольством дьякон московского Благовещенского собора Алексей при большом стечении народа в храме в честь Успения Пресвятой Богородицы отслужили молебен о здравии Алексея Михайловича и царской семьи[3].
  - 6 (16) января — в Переяслав из Чигирина прибывает Богдан Хмельницкий[3].
  - 7 (17) января — состоялась встреча В.В. Бутурлина и Богдана Хмельницкого, И.Е. Выговского, П.И. Тетери, на которой стороны договорились о дате проведения Рады. На переговорах, по свидетельству Бутурлина, Хмельницкий и Выговский назвали Алексея Михайловича "сродником" киевского князя Владимира Святославича (факт, не соответствовал действительности, но послужил обоснованием права русской царской династии на часть территории Речи Посполитой)[3].
  - Утро 8 (18) января — состоялась "тайная рада" Хмельницкого с полковниками, судьями и войсковыми есаулами Запорожского войска[3].
  - Днём 8 (18) января — Переяславская рада, в целом завершила процесс вхождения в состав Русского государства территорий и населения подконтрольных восставшими против польского короля казаками Киевского, Черниговского и Брацловского воеводств Речи Посполитой. Русское посольство на Раде отсутствовало[3][4].
  - 8 (18) января — по окончании Рады Б.М. Хмельницкий принёс присягу на верность русскому Государю. За Хмельницким сохранены права внешних сношений (за исключением Османской империей, Речью Посполитой и государствами, находящимися в состоянии войны с Россией). Присягнули также: И.Е. Выговский, судьи, войсковые есаулы, обозный и большинство полковников присутствовавших на Раде[4].
  - 8 (18) января — присягнули русскому царю: сотники, есаулы, писари, казаки, мещане и другие лица находившиеся в Переславле[3].
  - 9 (19) —11 (21) января — два дня продолжалось принятие присяги на верность русскому царю иных лиц (всего 284 человека)[3].
  - После принятия присяги В.В. Бутурлин передал Хмельницкому пожалованные ему царём символы гетманской власти — знамя (хоругвь), булаву и парадную одежду (ферязь, горлатную шапку и соболей)[3].
  - 12 (22) января — И.Е. Выговский, войсковой судья Самуил Богданович и полковники безуспешно пытались получить у Бутурлина документ за его подписью, подтверждавшей бы от имени русского царя права и вольности запорожских казаков (получен в марте)[3].
  - 17 (27) января — В.В. Бутурлин привёл к присяге Алексею Михайловичу значительную часть жителей Киева[3].
  - 17 (27) — 18 (28) — митрополит киевский Сильвестр (Косов, Коссов) и архимандрит Киево-Печорского монастыря Иосиф (Тризна), опасаясь расправ над православным духовенством на территории, оставшейся в составе Речи Посполитой, выступили против решения Рады. Переговоры с митрополитом о принятии присяги его людей вели стольник В.П. Кикин, подьячий И. Плакидин, думный дьяк И.Д. Лопухин, но согласия не получили[3].
  - 19 (29) января — В.В. Бутурлин, под давлением запорожских казаков, приводит к присяге: шляхту, слуг, дворовых людей и мещан митрополита Сильвестра и архимандрита Иосафа (всего 1460 человек)[3].
  - Январь — боярин Артамон Матвеев докладывает царю о заседании Рады, постановившей принять подданство «царя восточного православного»[5][6].
  - 24 января (3 февраля) — к присяге приведены жители г. Нежин (1944 чел.)[3].
  - 27 января (6 февраля) — к присяге приведены жители г. Чернигов (1105 чел)[3].
  - Зима — представители русского посольства, по спискам составленным Хмельницким, приводят к присяге русскому царю, жителей 183 городов. местечек и слобод во всех 17 полках на территории Запорожского войска (122 545 человек)[3].
- 15 февраля — родился новый наследник[7] царского престола Алексей, второй сын царя и царицы Марии Ильиничны[8].
- 18 (28) февраля — король Ян II Казимир обратился с призывом вернуться в подданство Речи Посполитой к членам городских советов и православной "черни", но призыв не имел последствий[3].
- Зима — после Переяславской рады, титул русского царя был изменён: в нём слова "Всея Русии" заменены на "Всеа Великия и Малые Русии (России)", к титулу Государя добавлено "Киевский" и возвращено "Черниговский" (все изменения и дополнения впервые употреблены Хмельницким в письме к Алексею Михайловичу от 8 (18) января  1654 года)[3].
- Март — Богдану Хмельницкому присланы утверждённые царём Мартовские статьи (Статьи Богдана Хмельницкого, Статьи войска Запорожского), определяющие права гетмана, православной шляхты, казаков, мещан, духовенства[3].
  - 27 марта (6 апреля) — утверждение царём Мартовских статей[9].
  - В соответствии с Мартовским статьями численность реестровых казаков увеличена до 60 тысяч человек[9].
- 21 (31) марта — указом царя изготовлена большая государева печать из серебра "с новоприбылыми титлами" для скрепления его жалованных грамот Запорожскому войску[3].
- Март-апрель — поместный собор Московской церкви под председательством царя Алексея Михайловича и патриарха Никона. Последний добивается единогласного принятия его реформы[6].
- 27 мая (6 июня) — польский король Ян II Казимир обратился с призывом в Войску запорожскому вернуться в подданство Речи Посполитой, но призыв не был услышан[3].
- Май 1654—1667 — начало Русско-польской войны с целью возвращения смоленских и черниговских земель России[4][5].
  - 15 (25) — 18 (28) мая — выступление 100-тыс. русской армии во главе с царём Алексеем Михайловичем и Запорожского войска[4] к границе Речи Посполитой[5][10].
  - 1 (11) июня — Сторожевой полк М.М. Тёмкина-Ростовского заняли г. Белая[10].
  - 1 (11) июня — русская армия заняло Невель[10].
  - 3 (13) июня — посадские люди сдали Дорогобуж[10].
  - 17 (27) июня — русское войско взяло Полоцк[10].
  - 26 июня (6 июля) — силы центральной русской армии осадили Смоленск[10].
  - 27 июня (7 июля) — русское войско вошло в Рославль[10].
  - Июнь-август — русские победы над городами Дорогобуж, Ростиславль, Полоцк, Мстиславль, Орша; осада Гомеля. Разгром армии литовского гетмана Януша Радзивилла.[5]
  - Июль — союз Речи Посполитой с Крымским ханством[6].
  - 12 (22) июля — штурмом взят г. Мстиславль[10].
  - Конец июля/начало августа — русские войска взяли Оршу[10].
  - 1 (11) августа — русское войско без боя вступило в Дубровно[10].
  - 14 [24] августа — битва под Шкловом[10].
  - 24 августа — битва под Шепелевичами.
  - Август — русское войско осадило Витебск[10].
  - Август — казаки Войска запорожского во главе с полковником И.И. Золотаренко взяли Гомель, Новый Быхов[10].
  - Август— ноябрь — Войско запорожское осаждали Старый Быхов[10].
  - 13 [23] сентября — под натиском усиленной осады польский гарнизон сдал Смоленск[5]. По другим данным сдали город 23 сентября (3 октября)[10].
  - Осень — отряд Л.И. Салтыкова занял большую часть Инфлянтского воеводства[10].
  - Ельня была занята русскими войсками[11].
  - Осень — польско-литовские войска переходят в контрнаступление в ВКЛ. Осаждён Новый Быхов и Могилёв[10].
  - 22 ноября (2 декабря) — после штурма, капитулировал гарнизон Витебска укрывшийся во Взгорском замке[10].
- 1654—1676 — Учреждение Приказа тайных дел.
- При Аптекарском приказе открыта первая русская медицинская школа[12].
- В Новодевичий монастырь переехало около 300 монахинь Кутеиского Успенского монастыря из-под Орешки[13].
- После Переяславской Рады Крымское ханство сменило внешнеполитический курс и заключило союз с Речью Посполитой против Русского государства и гетманщины, в результате чего крымские войска участвовали в совместных военных действиях с польской армией в ходе русско-польской войны 1654-1667 годов (см. Жванецкий договор 1653 года)[14].
  - Октябрь — Мехмед IV Гирей, вступив на крымский престол, продолжил начатые предшественником Ислямом III Гиреем переговоры с Русским государством, которые закончились безрезультатно[15].
- В Китай отправляется русское посольство (1654—1658) дворянина Ф. И. Байкова, которое не сможет наладить дипломатические и торговые отношения[5].
- Выпуск медных денег (на 4 млн руб.) по курсу серебряных (см. денежная реформа Алексея Михайловича)[5].
- «Торговая уставная грамота»[5].
- 1654—1655 — Страшная эпидемия «моровой язвы»[6].
  - Во время эпидемии чумы погибла половина населения Карачева[16].
  - Население Мурома значительно пострадало от моровой язвы[17].
  - Оставшееся население г. Медынь уничтожено эпидемией чумы, после чего Медынь потеряла статус города, превратившись в село Медынское Городище[18].
  - 1654—1655 — царская семья и патриарх Никон на время эпидемии проживали в Калязинском монастыре[19].
- Пожалование Думным дворянином: Матюшкин Иван Павлович, Прончищев Афанасий Осипович[20].
- Пожалованы окольничеством: Гавренёв Иван Афанасьевич[21], Колычев Алексей Дмитриевич, Стрешнев Иван Фёдорович Большой, Троекуров Борис Иванович[20].
- Местничество: 
  - Львов Дмитрий Петрович. Челобитная в Разрядный приказ о несоблюдении дьяком И. Северовым указа о безместии[22].
  - Окольничий Ромодановский Иван Иванович и боярин Шереметев Василий Борисович[22].
  - Плещеев Борис Иванович и Плещеев Иван Моисеевич[22].

- Назначение Матвеева А. С. стольником и полковником стрелецким.

### Города и поселения
- Основание Харьковской крепости (сов. Харьков) в Слободской Украине[5].
- Открытие рек Аргунь, Селенга, Ингода.
- Основан Иргенский острог.
- Построен Московский Страстной монастырь.
- 1654—1764 — дворцовое село Валдай (сов. г. Валдай) переименовано в Богородицкое и пожаловано Иверскому монастырю[23].
- Братский острог (сов. г. Братск) перенесён на левый берег и заново построен ближе к устью р. Ока (приток Ангары)[24].

## Руководители приказов
| Года      | Приказ                    | Ф,И,О главы                     | Примечания |
| --------- | ------------------------- | ------------------------------- | ---------- |
| 1651—1655 | Земский приказ            | Хитрово Богдан Матвеевич        |            |
| 1652—1664 | Новая четверть            | Хитрово Богдан Матвеевич        |            |
| 1653—1654 | Большого дворца           | Хитрово Богдан Матвеевич        |            |
| 1654—1680 | Оружейной палаты          | Хитрово Богдан Матвеевич        |            |
| 1648—1654 | Царская мастерская палата | Ртищев Фёдор Михайлович Большой |            |
| 1648-1665 | Стрелецкий приказ         | Милославский Илья Данилович     | Боярин     |
| 1648-1666 | Большой казны             | Милославский Илья Данилович     | Боярин     |
| 1649-1666 | Иноземский приказ         | Милославский Илья Данилович     | Боярин     |
| 1649-1667 | Аптекарский приказ        | Милославский Илья Данилович     | Боярин     |
| 1650-1658 | Рейтарский приказ         | Милославский Илья Данилович     | Боярин     |
| 1652-1656 | Казённый приказ           | Милославский Илья Данилович     | Боярин     |
| 1653-1667 | Посольский приказ         | Иванов Алмаз Иванович           |            |
| 1654-1669 | Печатный приказ           | Иванов Алмаз Иванович           |            |
| 1648-1654 | Сыскной приказ            | Долгоруков Юрий Алексеевич      | Боярин     |
| 1650-1654 | Пушкарский приказ         | Долгоруков Юрий Алексеевич      | Боярин     |
| 1630-1661 | Разрядный приказ          | Гавренёв Иван Афанасьевич       | Окольничий |

## Воеводы[30]
| Года      | Город     | Ф,И,О воеводы                       | Примечания              |
| --------- | --------- | ----------------------------------- | ----------------------- |
| 1654—1656 | Друя      | Ордин-Нащокин Афанасий Лаврентьевич |                         |
| 1653-1654 | Алешня    | Поливанов Андрей                    |                         |
| 1652-1655 | Астрахань | Пронский Иван Петрович              | Боярин                  |
| 1652-1656 | Берёзов   | Малого Сергей Андроньевич           | В другом акте Андронник |
| 1654      | Боровск   | Дурново Никита                      |                         |
| 1652-1654 | Брянск    | Долгоруков Григорий Данилович       | Стольник                |
| 1654-1655 | Брянск    | Шериха-Волконский Фёдор Фёдорович   |                         |
| 1654-1656 | Бежецк    | Недовесков Яким                     | В другом акте Яков      |

## Родились
- Царевич Алексей Алексеевич (15 февраля 1654 — 17 января 1670) — второй сын царя Алексея Михайловича и царицы Марии Ильиничны Милославской.
- 30 июля — Голицын, Борис Алексеевич, русский военный и государственный деятель, боярин (1690)[32].
- 4 (14) декабря — Апостол Даниил Павлович, украинский и российский военный деятель, гетман Левобережной Украины (1727-1734)[33].

## Умерли
- Анкудинов, Тимофей Дементьевич (не ранее 1617, Вологда — 1654, Москва) — международный авантюрист, самозванец, поэт, выдававший себя за мифического сына царя Василия IV Шуйского.
- Афанасий Цареградский (1597, Крит — 5 апреля 1654, Мгарский монастырь) — патриарх Константинопольский; участник книжной справы патриарха Никона (1653).
- Боголеп Черноярский (2 мая 1647 — 1 августа 1654) — схимник, святой Русской православной церкви.
- Головин, Пётр Петрович (ум. 1654) — стольник, окольничий, первый якутский воевода.
- Левкий (ум. 4 августа 1654, Москва) — епископ Русской православной церкви, архиепископ Псковский и Изборский.
- Леонид Устьнедумский (1551 — 17 июля 1654) — иеромонах Русской церкви; канонизирован.
- Пронский, Михаил Петрович (ум. 11 сентября 1654) — стольник, воевода и боярин.
- Романов, Никита Иванович (ок. 1607 — 21 декабря 1654) — стольник, боярин (последний боярин нецарственной линии Романовых).
- Софроний — епископ Русской церкви, архиепископ Суздальский и Тарусский.
- Голицын Иван Андреевич (30 августа (9 сентября. по другим данным в 1655) — русский государственный и военный деятель, наместник и боярин (с 1634)[34].